# Methanothrix
Methanothrix (лат.) — род архей из порядка Methanosarcinales, единственный в семействе Methanosaetaceae. По поводу научного названия рода и входящих в него видов неоднократно собиралась Судебная комиссия Международного союза микробиологических наук, которая в 6 августа 2008 года приняла решение о приоритете названия рода Methanothrix Huser et al. 1983 над Methanosaeta Patel and Sprott 1990. Некоторые электронные ресурсы продолжают именовать род по младшему синониму Methanosaeta.

## Классификация
На 2024 год в род включают 3—4 вида:
| Данные LPSN | Данные NCBI                                                                         |
| --- | ----------------------------------------------------------------------------------- |
| Methanothrix soehngenii Huser et al. 1983 syn.Methanothrix concilii Patel 1985                                        | Methanosaeta concilii (Patel 1985) Patel and Sprott 1990                            |
| Methanothrix thermoacetophila corrig. Nozhevnikova and Chudina 1988 syn.Methanothrix thermophila Kamagata et al. 1992 | Methanosaeta thermoacetophila (Nozhevnikova and Chudina 1988) Patel and Sprott 1990 |
| Methanothrix harundinacea (Ma et al. 2006) Akinyemi et al. 2021                                                       | Methanosaeta harundinacea Ma et al. 2006                                            |
| — | Methanosaeta pelagica Mori et al. 2012                                              |

## Значение
Представители этого семейства являются одними из наиболее распространённых и активных метаногенов и производят значительную долю атмосферного метана, важнейшего парникового газа. Показано участие M. harundinacea в межвидовом переносе электронов (МПЕ, DIET) совместно с Geobacter metallireducens.